# Willem Pasques de Chavonnes Vrugt
Willem Pasques de Chavonnes Vrugt, voornamelijk bekend als W.P. De Chavonnes Vrugt,  (Amsterdam, 23 oktober 1798 - Haarlem, 9 november 1873) was een Nederlandse tenor.

## Familie
Hij was zoon van Sophia Albertina Henrietta May en "kapitein-luitenant te zee, admiraliteit Amsterdam" Willem Nicolaas Vrugt, die hem 18 november in de Engelse Hervormde Kerk lieten dopen. In 1819 trouwde hij met Catherine Cornelie van Dijke; een echtscheiding in 1844 volgde. Hij had toen al een aantal kinderen verwekt bij Johanna Lammertina Seitz met wie hij op 1 oktober 1846 trouwde; zij stierf echter een paar dagen later. In 1850 hertrouwde hij met Clasina Johanna Gijsbertha Voerman, die twee maanden na hem overleed. In 1843 werd hij benoemd tot ridder in de Orde van de Eikenkroon door koning Willem II. Daaraan koppelde de koning ook een jaargeld, maar door diens overlijden hield die belofte geen stand.
Een kleinzoon Reinier Jan Adolf de Chavonnes Vrugt werd in de jaren vijftig bekend als jarenlang kok van het Hotel Americain en kok van Emma van Waldeck-Pyrmont op Paleis Soestdijk. Hij schreef Het geheim van de kok, droeg bij aan de Culinaire Elsevier Encyclopedie, De Telegraaf en horecavakbladen.

## Levensloop
Al in zijn jeugd zong hij zonder “baard in de keel” manlijke sopraanstemmen. Hij kreeg zijn onderricht, vermoedelijk inclusief muziek aan het Onderwijsinstelling van Kinsbergen (vernoemd naar Admiraal van Jan Hendrik van Kinsbergen) te Elburg. Vrugt zag weinig heil in de (zang)studie en keerde terug naar Amsterdam, alwaar hij als kantoorbediende bij zijn vader ging werken. Later had hij een makelaarskantoor aan de Keizersgracht. Op achttienjarige leeftijd begon het toch weer te kriebelen en nam lessen bij zijn vriend Willem Sundorff, een amateurleraar, die goede bekendheid had in Amsterdam. Onder leiding van die Sundorff begon hij tenorpartijen in de vullen tijdens concerten, bijvoorbeeld in de Mozes en Aäronkerk in de hoofdstad. Na de dood van Sundorff in 1826 studeerde Vrugt verder onder Julius Miller, directeur van de Hoogduitse Schouwburg. Deze was geïmponeerd door de zanger en droeg zijn Chant Réligieux aan hem op.  Dit leidde er toe dat hij rond 1829 een beroepsmatige zangloopbaan begon, min of meer gedwongen; het kantoor ging failliet. Het eerste concert zou daarbij hebben plaatsvinden op 21 november 1829 in Rotterdam, waarna hij ook andere steden aandeed, onder andere concerten onder Johannes van Bree. Nog geen jaar later werd hij benoemd tot hof- en kamerzanger van koning Willem I der Nederlanden. Van 1830 tot 1841 gaf hij ook in Duitsland diverse concerten, hetgeen leidde tot aanbiedingen bij operagezelschappen in dat land en Frankrijk. Ook zong hij bij de huwelijksfeesten van Sophie van Wurtemberg en Willem Alexander Paul Frederik Lodewijk. Vervolgens toerde Vrugt door Engeland, België en Nederland. Daarbij zaten optredens met beroemdheden uit de muziekwereld zoals Louis Spohr, Johann Lübeck en Sigismund Thalberg. Optredens liepen door tot voorjaar 1857 met concerten in Felix Meritis en Frascati. 
Voor Vrugt werd op 21 juni 1861 een benefietconcert gegeven; hij bevond zich in armoe. In 1872 werd onder initiatief van Jan Jacobus Franciscus Wap het Vrugt-fonds in het leven geroepen, het leidde tot niets. De pers stond in 1873 stil bij zijn 75e verjaardag. Niet veel later overleed hij in zijn woning aan de Brouwersvaart te  Haarlem en werd begraven op de Algemene Begraafplaats Haarlem. Jos de Klerk wijdde op 5 maart 1960 nog een groot artikel aan de zanger in het Haarlem's Dagblad. 
- Biografisch Portaal: 33698432
- Digitale Bibliotheek voor de Nederlandse Letteren: chav006
- International Standard Name Identifier: 0000 0003 9633 2511
- Nederlandse Thesaurus van Auteursnamen: 06997862X
- Système universitaire de documentation: 123480159
- Virtual International Authority File: 291258474
- WorldCat: E39PBJk93XVc4PD7TmQkq6Qpfq